# Serendipsylla marshalli
Serendipsylla marshalli är en loppart som beskrevs av Smit 1975. Serendipsylla marshalli ingår i släktet Serendipsylla och familjen fladdermusloppor. Inga underarter finns listade i Catalogue of Life.